# Duck Dodgers

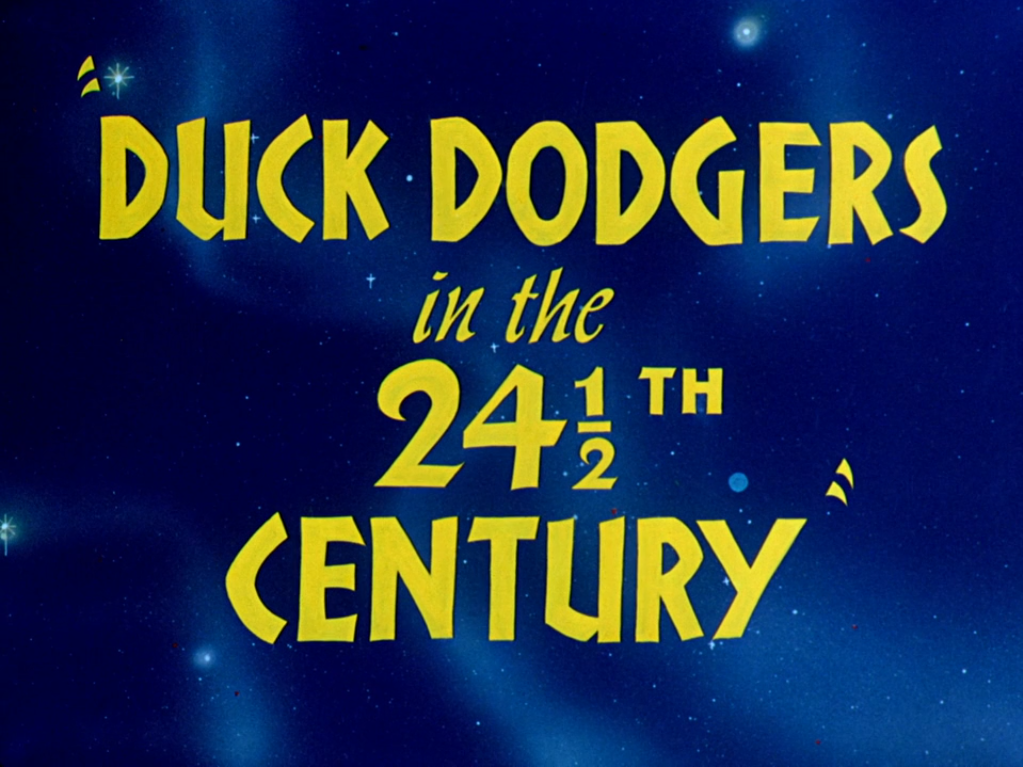
Duck Dodgers från 1953, som serien bygger på.

Duck Dodgers är en amerikansk animerad serie som började sändas 2003 på Cartoon Network. Den har även visats på bland annat Boomerang.
Serien bygger på Daffy Ankas rymdäventyr från 1953, och utspelar sig i 2300-talet där han samarbetar med Pelle Pigg och kämpar mot Mars-Marvin.
Serien är en blandning av handritad och datoranimation.